# 老虎岩遗址
老虎岩遗址，位于中国福建省宁化县湖村镇湖村村，旧石器时代晚期洞穴遗址。面积约1500平方米。发现了8颗人类牙齿化石，分属两个不同的个体。其中7颗牙齿同属一个一万年前成年男性个体，另1颗属老年女性个体，根据所属地层推测，这颗牙齿的年代至少已有4万年，是福建省已知最早的人类牙齿化石。出土有25种第四纪哺乳动物化石。2009年11月16日公布为第七批福建省文物保护单位。